# Sabre modèle 1882 de cavalerie

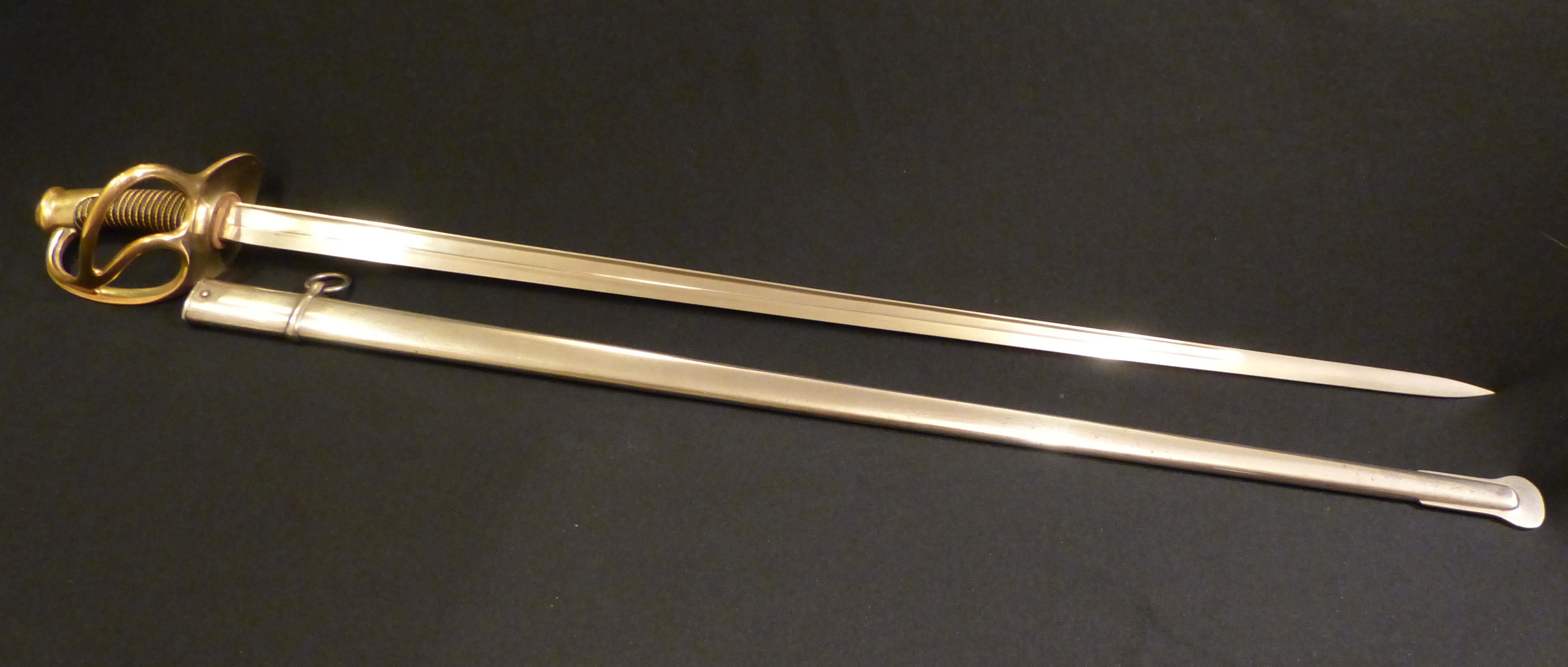
Sabre modèle 1882 de cavalerie légère de troupe

Le sabre modèle 1882 de cavalerie est un sabre français, prévu pour la troupe de la cavalerie légère et de la cavalerie lourde. C'est la première fois qu'un modèle de sabre est identique pour toute la cavalerie, seule la longueur de la lame les différencie.

## Description
Dans un effort d'uniformisation, ce modèle est donc identique pour la cavalerie lourde et la légère. Il est à noter que c'est aussi la première fois qu'on essaya de doter la cavalerie légère d'une lame droite, cela sera voué à l'insuccès et on retournera assez vite au modèle 1822.
L'insuccès général de ce modèle fit qu'un nouveau modèle de sabre sera créé peu de temps après, le sabre modèle 1896, et bon nombre d'experts se questionnent sur la mise en service réelle du modèle 1882. De manière générale, l'arme blanche commence à perdre de son intérêt, devant la puissance dévastatrice des armes à feu.

## Caractéristiques

### Sabre modèle 1882 de cavalerie de troupe
Caractéristiques réglementaires de l'arme lors de sa mise en service :
- longueur de la lame : 95 cm pour les cuirassiers (1ère taille), 92.5 cm pour les dragons (2ème taille), et 87 cm pour la cavalerie légère (3ème taille).
- type de lame : lame droite, un pan creux sur chaque face
- largeur au talon : 3 cm
- monture : en laiton, trois branches (même pour la cavalerie lourde)
- poignée : bois encordé recouvert de basane, avec filigrane laiton
- fourreau : tôle d'acier, un bracelet de bélière